# Bertricourt
Bertricourt ist eine französische Gemeinde mit 218 Einwohnern (Stand: 1. Januar 2022) im Département Aisne in der Region Hauts-de-France. Sie gehört zum Arrondissement Laon und zum Kanton Villeneuve-sur-Aisne.

## Lage
Die Gemeinde Bertricourt liegt an der Suippe im äußersten Südosten des Départements Aisne, 15 Kilometer nördlich von Reims. Sie grenzt im Norden und Osten an Pignicourt, im Süden an Orainville, im Südwesten an Aguilcourt und im Westen an Variscourt. 

## Bevölkerungsentwicklung
| Jahr                       | 1962 | 1968 | 1975 | 1982 | 1990 | 1999 | 2006 | 2013 | 2021 |
| -------------------------- | ---- | ---- | ---- | ---- | ---- | ---- | ---- | ---- | ---- |
| Einwohner                  | 59   | 52   | 55   | 59   | 66   | 70   | 125  | 175  | 149  |
| Quellen: Cassini und INSEE |      |      |      |      |      |      |      |      |      |

## Sehenswürdigkeiten

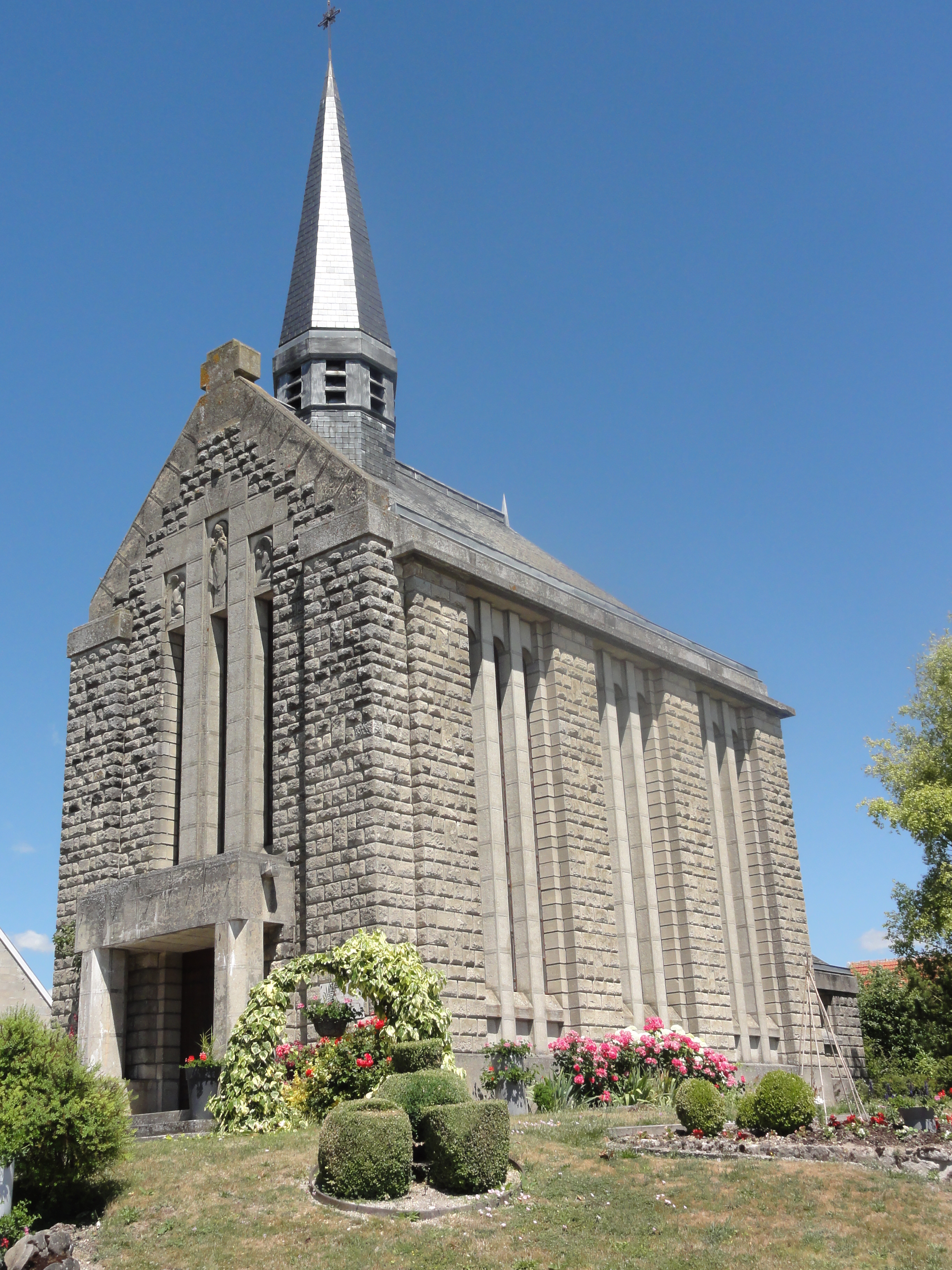
Kirche Saint-Lubin

- Neoromanische Kirche Saint-Lubin